# HMS Revenge (1805)
El HMS Revenge fue un navío de línea británico de 2 puentes y 74 cañones construido en Chatham entre 1796 y 1805.

## Trayectoria en la Royal Navy
Proyectado en 1796, el HMS Revenge fue planeado como un navío de línea independiente a cualquier otra clase de la Royal Navy. Tras ser construido y terminado en los astilleros de Chatham, fue comisionado al capitán Robert Moorsom en abril de 1805. Su "bautizo de fuego" tuvo lugar apenas seis meses después de echarse a la mar, en la batalla de Trafalgar. En la misma, ocurrida el 21 de octubre, el HMS Revenge navegó en la columna dirigida por el almirante Cuthbert Collingwood. Al término de la batalla, el navío, con 598 marineros a bordo, sufrió 28 muertos y 51 heridos. 
Cuatro años después, en abril de 1809, bajo el mando del capitán Alexander Robert Kerr, el HMS Revenge participó en la batalla de la isla de Aix, como parte de una flota dirigida por el capitán Thomas Cochrane contra los franceses en la desembocadura del río Charente, al sur de la isla de Aix. La batalla estuvo encuadrada dentro de las operaciones militares de la Quinta Coalición.
En octubre de 1810, el HMS Revenge capturó al cúter francés Vauteur en Cherburgo después de una persecución de cinco horas y de que el Vateur echara por la borda 14 de sus 16 cañones para intentar ganar ventaja. 
El 13 de noviembre de ese mismo año, las fragatas Diana y Niobe atacaron a dos fragatas francesas (Elisa y Amazone), que buscaban protección bajo las baterías de la orilla cerca de Saint-Vaast-la-Hougue. El HMS Revenge llegó dos días después y junto al HMS Donegal se dispusieron a bombardear las posiciones francesas.
Tras otras tres décadas de servicio para la Royal Navy, fue dado de baja en 1842 y desguazado en 1849.